# Шаландре
Шаландре (фр. Chalandray) насеље је и општина у западној Француској у региону Поату-Шарант, у департману Вијена која припада префектури Поатје.
По подацима из 2011. године у општини је живело 783 становника, а густина насељености је износила 31,36 становника/km². Општина се простире на површини од 24,97 km². Налази се на средњој надморској висини од 158 метара (максималној 171 m, а минималној 131 m).

## Демографија
| 1962. | 1968. | 1975. | 1982. | 1990. | 1999. | 2011. |
| ----- | ----- | ----- | ----- | ----- | ----- | ----- |
| 667   | 722   | 656   | 646   | 670   | 671   | 783   |

График промене броја становника у току последњих година